# 京都市芸術文化協会
公益財団法人京都市芸術文化協会（こうえきざいだんほうじんきょうとしげいじゅつぶんかきょうかい）とは、日本の公益財団法人である。京都芸術センターの管理運営を行い、調査研究・芸術創作活動助成など京都市の芸術文化に関する様々な活動を行っている。

## 概要
京都で活動する芸術家や文化団体などが分野を超えて交流することで、新たな芸術活動の創造・発展をもたらす刺激を促す目的で設立された。

## 所在地
- 京都市中京区室町通蛸薬師下ル山伏山町546-2

## 沿革
- 1959年（昭和34年） - 「京都市文化団体懇話会」（略称「文団懇」）を結成
- 1960年（昭和35年） - 文団懇会誌「市民芸術」創刊
- 1980年（昭和55年） - 「京都市芸術文化協議会」に改組
- 1981年（昭和56年） - 「財団法人「京都市芸術文化協会」（略称「芸文協」）設立
- 1982年（昭和57年） - 芸文協機関誌「藝文京」創刊
- 1989年（平成元年）  - 京都市四条ギャラリー開所、管理運営を京都市から受託
- 2000年（平成12年） - 京都芸術センター開設、管理運営を京都市から受託（京都市四条ギャラリー廃止）
- 2001年（平成13年） - 芸文協創立20周年記念フォーラム「伝統と創造」開催
- 2006年（平成18年） - 芸文協創立25周年記念フォーラム「芸術空間・京都創生」開催、京都芸術センターの指定管理者に指定（平成18年度～22年度）
- 2010年（平成22年） - 京都芸術センター開設10周年記念シンポジウム開催
- 2011年（平成23年） - 公益財団法人「京都市芸術文化協会」設立

　　　　　　　　　　　　  京都芸術センターの指定管理者に指定（平成23年度～26年度）、芸文協創立30周年記念フォーラム「京都の魅力―芸術と国際交流―」開催
- 2015年（平成27年） - 京都芸術センターの指定管理者に指定（平成27年度～30年度）

## アクセス
- 四条駅・烏丸駅の22番・24番出口より徒歩5分[2]
- 烏丸御池駅の4番出口より徒歩5分[2]
- 市バスは四条烏丸下車で徒歩5分[2]